# Jana Coryn
Jana Coryn, née le 26 juin 1992 à Waregem, est une footballeuse internationale belge. Elle a évolué au poste d'attaquante au SV Zulte Waregem, au RSC Anderlecht, au Club Bruges KV, au Lierse SK et au Lille OSC. Elle a été internationale en équipe de Belgique.

## Biographie
Elle débute en 2010 au SV Zulte Waregem. Deux ans après, elle est transférée au RSC Anderlecht. Elle part l'année suivante au Club Bruges, où elle joue pendant deux saisons. Elle y dispute deux finales de Coupe de Belgique, en 2014 et 2015. 
En 2015, elle rejoint le Lierse SK, et gagne la Coupe de Belgique. Pour la saison 2016-2017, elle s'engage avec le LOSC. En juillet 2019, elle revient au RSC Anderlecht qu'elle avait quitté six auparavant. Début 2020, elle annonce son retour au SV Zulte Waregem à partir de la saison 2020-2021.
Le 10 janvier 2021, Jana Coryn annonce qu'elle met un terme à sa carrière de joueuse.
Elle a été internationale belge de 2011 jusqu'à 2020.

## Palmarès
- Championne de France de Division 2 en 2017
- Vainqueur de la Coupe de Belgique en 2016
- Finaliste de la Coupe de Belgique en 2014 et 2015

## Statistiques

### Ligue des Champions
- 2019-2020 : 3 matchs, 1 but avec le RSC Anderlecht

## Distinctions
- Meilleure buteuse de la Super League 2015-2016 avec 19 buts
- Petite Étoile du football en 2009